# Влк, Милослав
Ми́лослав Влк (чеш. Miloslav Vlk; 17 мая 1932, Лишнице, Чехословакия — 18 марта 2017, Прага, Чехия) — чешский кардинал. Епископ Ческе-Будеёвице с 14 февраля 1990 по 27 марта 1991. Архиепископ Праги с 27 марта 1991 по 13 февраля 2010. Председатель Совета европейских епископских конференций в 1993—2001. Кардинал-священник с титулом церкви Санта-Кроче-ин-Джерусалемме с 26 ноября 1994.